# Camponotus eurynotus
Camponotus eurynotus é uma espécie de inseto do gênero Camponotus, pertencente à família Formicidae.